# Maurizio Jacobacci
Maurizio Jacobacci (* 11. Januar 1963 in Bern, Schweiz) ist ein schweizerisch-italienischer Fussballtrainer. Als Fussballspieler bestritt er zwischen 1979 und 1994 für BSC Young Boys, Vevey Sports, Xamax Neuenburg, AC Bellinzona, FC Wettingen, Servette Genf, FC St. Gallen und Lausanne Sports insgesamt 315 Partien in der erstklassigen Schweizer Nationalliga A und erzielte dabei 80 Tore. Mit Xamax gewann er die Schweizer Fussballmeisterschaft 1986/87.
1995 begann er seine Trainerlaufbahn bei unterklassigen Tessiner Vereinen. Seither trainierte er zahlreiche weitere Vereine aus dem zweiten Glied, unter anderem auch in Liechtenstein, Österreich, Deutschland und Frankreich. Beim Grasshopper Club Zürich verbrachte er drei Jahre als Assistenztrainer.

## Leben und Spielerkarriere
Als Sohn italienischer Einwanderer wuchs Jacobacci in der Schweizer Bundesstadt Bern auf. Er hat zwei Kinder und drei Enkelkinder. Seine Lebenspartnerin Ilona Hug ist die Witwe des Kampfsportlers Andy Hug.
Als Spieler war Jacobacci Flügelstürmer, der über 300 Partien in der höchsten Schweizer Liga für acht verschiedene Vereine bestritt. Nach Anfängen in den Quartiervereinen Bethlehem und Bümpliz gelang ihm der Schritt zum wichtigsten Fussballverein der Stadt, BSC Young Boys (YB), bei dem er 1978 den Sprung in die 1. Mannschaft schaffte und in dieser fünf Jahre aktiv war.
In der Saison 1983/84 wurde er an Vevey-Sports ausgeliehen, das damals wie YB in der obersten Schweizer Liga (Nationalliga A) spielte. Anschliessend wechselte er zu Neuchâtel Xamax, wurde 1987 mit diesem Club Schweizer Meister und erzielte 1986 bei einem 2:0-Heimsieg im UEFA-Cup-Viertelfinal gegen Real Madrid ein Tor. Nach der Meistersaison wechselte Jacobacci zur AC Bellinzona. Nach zwei Saisons im Tessin ging er zum FC Wettingen, der damals ebenfalls in der Nationalliga A spielte. Nach einer Saison dort spielte er noch zwei Saisons beim Servette FC, eine beim FC St. Gallen und eine bei Lausanne-Sports. Schliesslich beendete er nach der Saison 1994/95 seine Spielerkarriere bei der AC Bellinzona.

## Trainerkarriere
Jacobacci begann seine Karriere als Fussballtrainer bei AS Origlio und Monte Carasso in der damals sechstklassigen 3. Liga. Anschliessend trainierte er den fünftklassigen FC Mendrisio (2. Liga). Mit diesem Klub wurde er Tessiner Cupsieger und schaffte den Aufstieg in die damals drittklassige 1. Liga. Er wechselte zum FC Chiasso (1. Liga), um dann als Assistenztrainer des Grasshopper Clubs Zürich den Sprung in die Super League zu schaffen. Dort blieb er drei Jahre und arbeitete unter anderen mit Hans-Peter Zaugg und Marcel Koller  zusammen. In dieser Funktion wurde er mit den Grasshoppers 2001 Schweizer Meister. Ausserdem trug er auch zum Schweizer Meistertitel im Jahr 2003 bei.
Im Juni 2003 erwarb Jacobacci die UEFA-Pro-Lizenz und wurde Trainer von SR Delémont. Es folgten Engagements bei drei weiteren Challenge-League-Vereinen und darauf die Premiere als Cheftrainer in der Super League mit neun Spielen beim FC Sion. 2008 ging er zum SC Kriens, den er auf Anhieb von der 1. Liga in die Challenge League zurückführte.
In den zwei nachfolgenden Challenge-League-Saisons schaffte er mit seinem Team zuerst den 5. Schlussrang. Als Gesamt-15. der Schweiz gehörte dieses Resultat zu den zehn besten Rangierungen der Vereinsgeschichte. Zudem wurde der Einzug in den Halbfinal des Schweizer Cups realisiert. Im 2. Jahr schaffte Kriens mit Jacobacci den sicheren Ligaerhalt.
Auch in der Saison 2010/11 führte er die Krienser zum Ligaerhalt in der Challenge League, trat allerdings direkt nach Saisonende von seinem Trainerposten zurück. Als ausschlaggebenden Grund nannte Jacobacci die mangelnden Perspektiven angesichts der bevorstehenden Teilnehmerreduktion der Challenge League. Ausserdem hatte der SC Kriens bereits verkündet, dass die finanzielle Situation eine Budgetreduktion unumgänglich mache.
Im Januar 2012 übernahm Jacobacci den FC Schaffhausen in der 1. Liga und stieg gleich in die damals neu geschaffene Promotion League auf. Im Sommer 2013 gelang Jacobacci mit dem FC Schaffhausen mit einem 2:1 gegen YF Juventus der Durchmarsch in die Challenge League. Seither spielte der Verein im Mittelfeld dieser Liga mit. Am 7. März 2016 wurde Jacobacci vom FC Schaffhausen freigestellt.
Am 7. Juni 2016 wurde Jacobacci Cheftrainer des Tiroler Traditionsvereins FC Wacker Innsbruck in Österreich. Nach 10 absolvierten Runden in der Meisterschaft 2016/17 lag sein Team mit 9 Punkten auf dem 8. von 10 Plätzen. Am 21. September 2016 gab der Verein die Trennung von Jacobacci bekannt.
In seiner zweiten Zeit beim FC Sion betreute er in der Saison 2017/18 zuerst die U21-Equipe, wurde dann zum Chefcoach befördert und trug im Frühling 2018 dazu bei, den Abstieg in die Zweitklassigkeit zu verhindern, musste aber trotzdem im September bereits wieder gehen.
Im Oktober 2019 übernahm Jacobacci das Traineramt beim FC Lugano und hatte dieses beinahe zwei Jahre inne. Er war damit zu dem Zeitpunkt der am längsten amtierende Trainer bei den Tessinern seit deren Wiederaufstieg in die Super League 2015. Jacobacci erreichte mit seiner Mannschaft in dieser Zeit die Plätze fünf und vier. In der Europa-League-Gruppenphase 2019/20 holte seine Equipe drei Unentschieden gegen Dynamo Kiew und Malmö FF.
2021 heuerte Jacobacci mit dem Engagement beim französischen Zweitligisten Grenoble Foot zum zweiten Mal in seiner Trainerkarriere im Ausland an. Nach einem halben Jahr war das Team in Abstiegsgefahr, und Jacobacci musste gehen.
Im Dezember 2022 übernahm Jacobacci den tunesischen Traditionsverein Club Sportif Sfaxien, der sich nach sieben Runden in einer schwierigen Ausgangsposition befand. Die Resultate nach der WM-Pause wurden unter Jacobacci nur leicht besser, und deshalb wurde er bereits Anfang Februar wieder freigestellt.
Ende Februar 2023 übernahm Jacobacci den deutschen Drittligisten TSV 1860 München. Die Mannschaft stand nach dem 24. Spieltag der Saison 2022/23 mit 35 Punkten auf dem 8. Platz und hatte fünf Punkte Rückstand auf den zu diesem Zeitpunkt zur Aufstiegsrelegation berechtigenden vierten Platz. Der Rückstand auf einen direkten Aufstiegsplatz betrug 9 Punkte. Die Mannschaft hatte unter der vorherigen Führung in den letzten elf Runden nur sechs Punkte geholt.
Am 5. Dezember 2023 wurde er nach fünf Niederlagen in Serie entlassen. Der TSV 1860 München stand zu diesem Zeitpunkt mit 20 Punkten auf Tabellenplatz 15, nur sechs Punkte vor den Abstiegsplätzen.

## Titel
- Schweizer Meister: 1987